# Уэсако, Тадао
Тадао Уэсако (яп. 上迫 忠夫 Уэсако Тадао, 14 октября 1921 - 20 октября 1986) — японский гимнаст, призёр Олимпийских игр.
Тадао Уэсако родился в 1921 году в городе Хамада префектуры Симане; закончил Японский университет физической культуры.
В 1952 году на Олимпийских играх в Хельсинки Тадао Уэсако завоевал серебряную медаль в вольных упражнениях и бронзовую — в опорном прыжке (вместе с Такаси Оно).